# Genista scorpius
Genista scorpius är en ärtväxtart som först beskrevs av Carl von Linné, och fick sitt nu gällande namn av Dc. Genista scorpius ingår i släktet ginster, och familjen ärtväxter.
Blomman är gyllengul.

## Underarter
Arten delas in i följande underarter:
- G. s. intermedia
- G. s. myriantha
- G. s. scorpius

## Bildgalleri

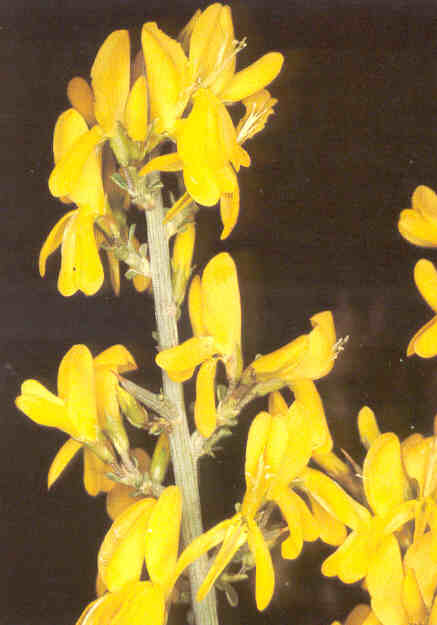
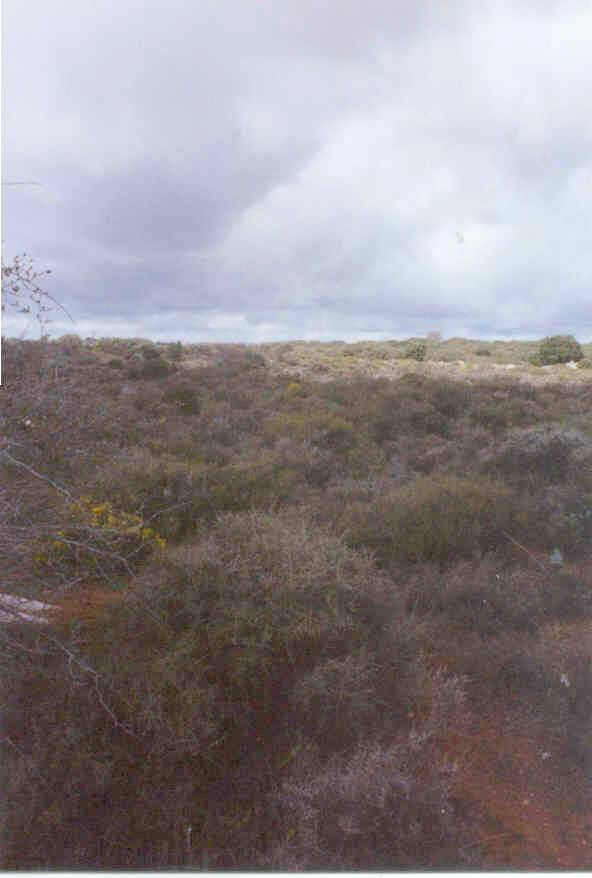
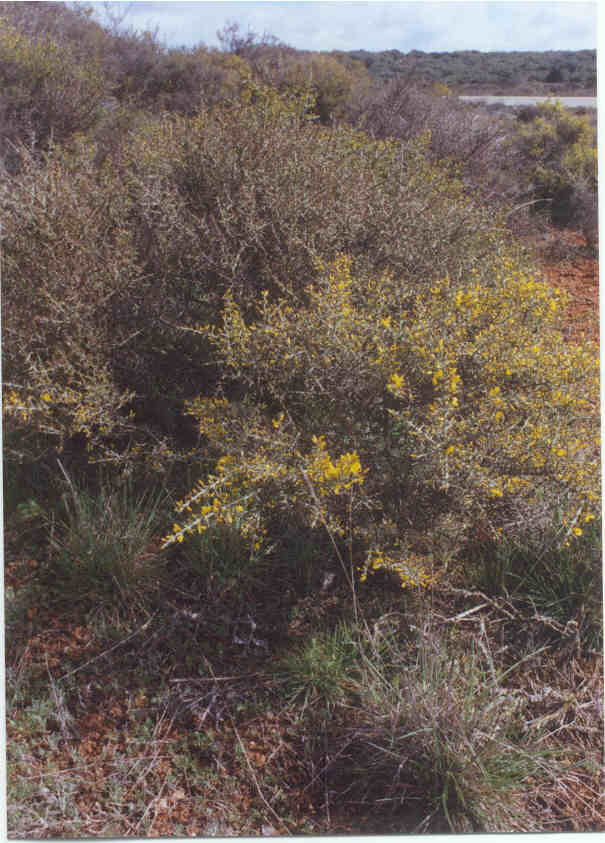
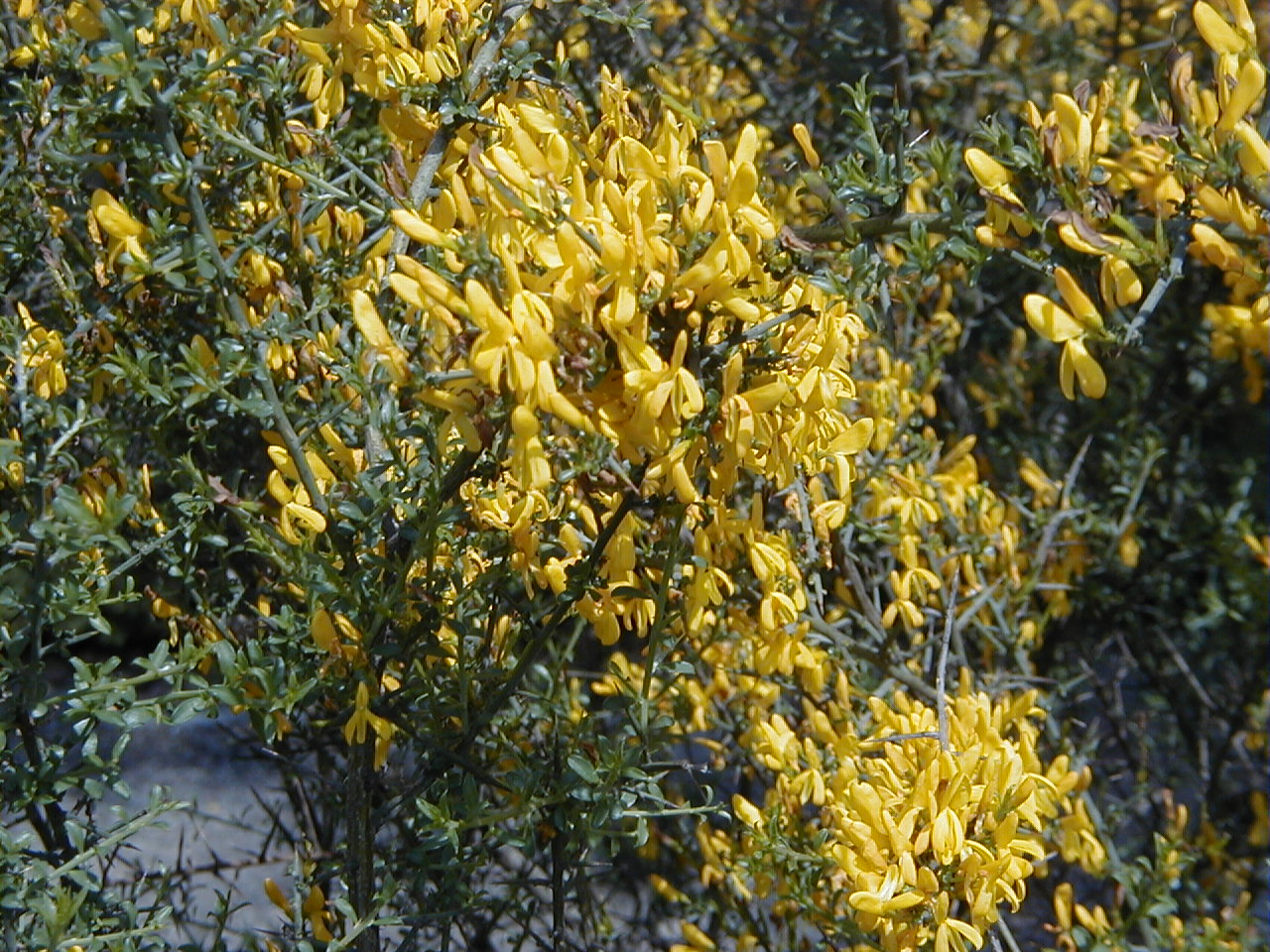
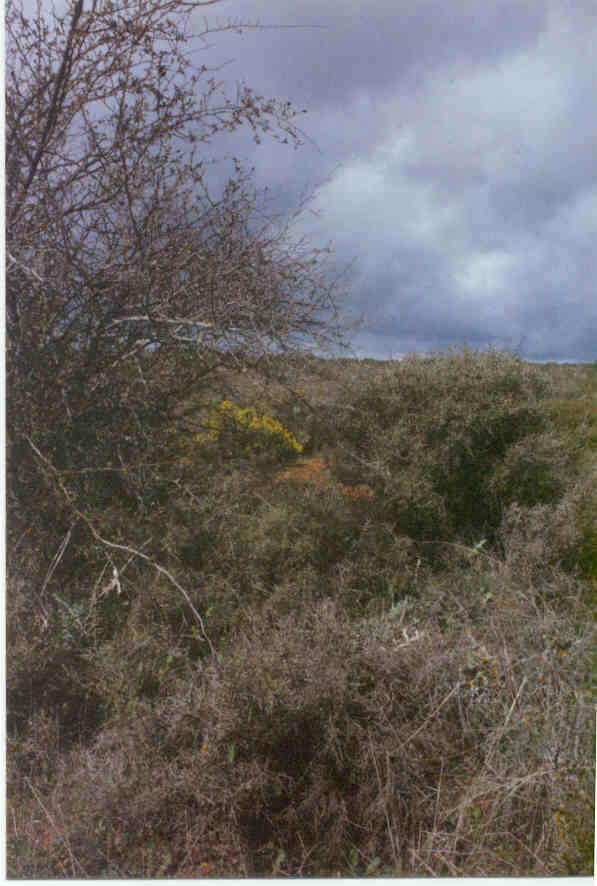
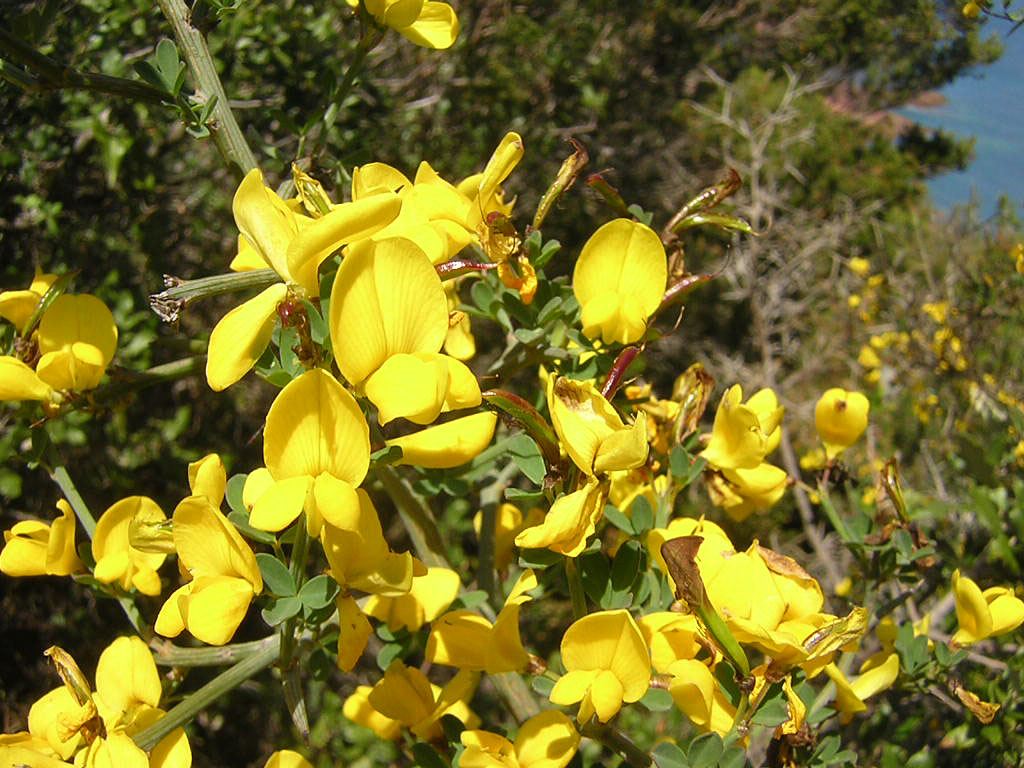